# Real Time Gross Settlement dollar
Le dollar RTGS, en anglais Real Time Gross Settlement dollar (en français « règlement brut en temps réel ») — parfois également appelé Zimbabwean dollar, ou Zimdollar — est la monnaie du Zimbabwe de février 2019 à avril 2024. Il remplace le dollar zimbabwéen, qui a connu une période d'hyperinflation au point d'être la plus faible monnaie fabriquée au monde, notamment à cause de la politique économique de son président Robert Mugabe, avant d'être à son tour remplacé par l'or du Zimbabwe (ZiG).
En effet, la parité fixe du dollar zimbabwéen avec le dollar américain a donc été supprimée et cette nouvelle monnaie prend dès lors le nom de « dollar RTGS ».
Début février 2021, 1 euro valait 389 dollars RTGS.
En 2021, la majorité des transactions locales s'effectue en dollars américains, du fait de l'érosion monétaire à son tour du dollar RTGS.
Le dimanche 21 janvier 2024, 1 dollar américain valait 8 775 dollars RTGS.

En avril 2024, une nouvelle monnaie est lancée, l'or du Zimbabwe (abrégé en ZIG, code ISO 4217 ZWG), au taux de 1 ZWG = 2 498,724 2 ZWL. Le dollar du Zimbabwe expire le 31 août 2024.